# Rakovice
Rakovice este o comună slovacă, aflată în districtul Piešťany din regiunea Trnava. Localitatea se află la altitudinea de 160 m deasupra n.m., se întinde pe o suprafață de 6,96 km2 și în 2017 număra 589 de locuitori.

## Istoric
Localitatea Rakovice este atestată documentar din 1262.

## Demografie
| An:                | 1994 | 2004   | 2014    | 2024    |
| ------------------ | ---- | ------ | ------- | ------- |
| Număr de persoane: | 475  | 509    | 570     | 641     |
| Diferență:         |      | +7,15% | +11,98% | +12,45% |

| An:                | 2023 | 2024   |
| ------------------ | ---- | ------ |
| Număr de persoane: | 631  | 641    |
| Diferență:         |      | +1,58% |